# 3429 Chuvaev
3429 Chuvaev este un asteroid din centura principală, descoperit pe 19 septembrie 1974 de Liudmila Cernîh.